# Juan Borchers
Juan Borchers Fernández (n. Punta Arenas, 4 de agosto de 1910 - † Santiago de Chile, 27 de abril de 1975) fue un arquitecto chileno, humanista y teórico de la arquitectura, autor de importantes proyectos y obras de arquitectura en Chile.

## Biografía

### Primeros años
Juan Borchers Fernández, hijo de Juan Borchers Neuhaus (nacido en Bremen, Alemania) y Elisa Fernández (nacida en Sardin, Asturias). Estudió en la Deutsche Schule y en el Liceo de Hombres de Punta Arenas. En esta ciudad desarrolló su inclinación hacia la poesía, los cuentos, el dibujo y el arte. Su padre (naviero) le inculcó nociones de matemáticas e instrumentos de navegación, así como también su deseo por viajar.

### Universidad
En el verano de 1929 viajó a Santiago e ingresó a estudiar a la Escuela de Arquitectura de la Universidad de Chile. Allí estudió los textos de Le Corbusier, Matila Ghyka, Rimbaud, Poincaré, etc. En 1937 fue suspendido de dar exámenes en la Universidad a causa de su participación en el movimiento estudiantil que promovía la reforma a la enseñanza de la arquitectura para incorporar los principios de la arquitectura moderna, de la Bauhaus, Le Corbusier, Gropius, el movimiento holandés y austríaco. Pasó dos años fuera de la escuela, en los cuales desarrolló proyectos y se dedicó al estudio. En 1938 volvió a la universidad y egresó de la carrera.

### Europa y Le Corbusier
En 1938, y luego de egresar de la escuela de arquitectura, decidió viajar a París para conocer a Le Corbusier. Primero pasó por Argentina, luego por Alemania (donde estudió la catedral de Colonia). Posteriormente pasó por Holanda e Italia, arribando finalmente a París. Conversó en varias ocasiones con Le Corbusier en su taller ubicado en la rue de Sêvres 35. En 1939 volvió a Chile debido al comienzo de la Segunda Guerra Mundial, pasando antes por Grecia.

### Primeros Proyectos
En 1940, se le encargan algunos proyectos de casas, entre ellos la casa Zamorano. En los años siguientes realizó proyectos para la casa Matetic, la casa Olalla y el taller de la pintora María Tupper. Paralelamente desarrolló proyectos de carácter académico, preparando lo que sería su proyecto de título. De estos últimos proyectos destacan el Laboratorio de Hidráulica de la Universidad de Chile, el Teatro de la Danza y el Seminario Pontificio. El 30 de noviembre de 1943 rindió su examen de título bajo la tutela del arquitecto Roberto Dávila Carson.

### Viajes
En 1948 viajó nuevamente a Europa, esta vez acompañado por su amigo el arquitecto Isidro Suárez. Este viaje se prolongó por 10 años, residiendo en múltiples lugares, siendo los más permanentes París y Madrid. Conoció a Jesús Bermejo, Atilano Lamana, Ricardo Astaburuaga, Peter Seeberg, Carlos Arean y Juan Ballester Peña. En 1949 Borchers se dedicó a la investigación en Teoría de la Arquitectura. Entre los lugares visitados se encuentran España (donde recorrió varias ciudades), Francia, Italia, Egipto, Marruecos, Holanda, Dinamarca, Suecia, Alemania. Estudió las teorías de Arturo Soria y Mata y la fundación de ciudades sudamericanas en el Archivo de Indias de Sevilla. En 1953 realizó varias investigaciones sobre el mundo vegetal.

### Seminarios y Obras

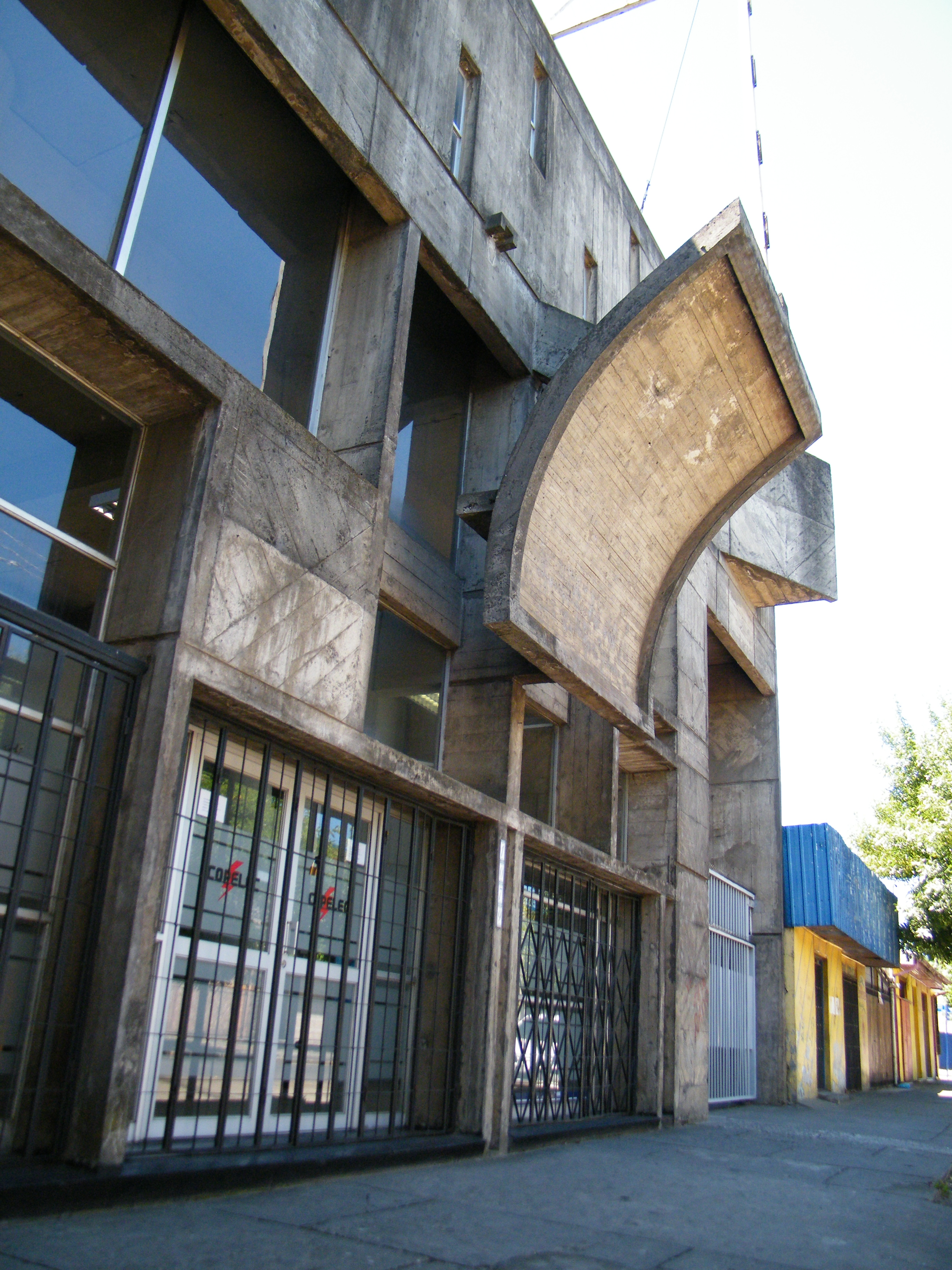
Edificio de la Cooperativa Eléctrica de Chillán (1962-1965).

En enero de 1958 Borchers volvió a Chile y formó un taller de arquitectura junto a Isidro Suárez y Jesús Bermejo. El primer proyecto desarrollado fue una serie de obras en el fundo Los Canelos. En 1960 se les encargó el proyecto para el edificio de la Cooperativa Eléctrica de Chillán (Copelec), que se terminaría convirtiendo en la obra más importante para el taller junto a la casa Meneses. Se realizaron numerosos bosquejos del proyecto y Borchers participó a distancia desde París, por medio de correspondencia diaria. En noviembre de 1962 se iniciaron las obras y Borchers volvió a Chile. En noviembre de 1963 se involucró en el llamado "caso Domeyko" por la defensa de la propiedad intelectual del proyecto de arquitectura frente al mandante. Se publicó el texto "Una Crisis en el Colegio de Arquitectos".
En 1964 inició la exposición de 17 escritos-lecturas frente a un grupo de amigos cercanos, que se prolongaría por un año. Tres de los 17 textos pasaron a formar parte de su libro Institución Arquitectónica, publicado en 1968. En 1966 realizó el proyecto para el Centro Estudiantil Médico Universitario que, por conflictos con el decano de la facultad, llegó solo hasta un anteproyecto. En 1967 y 1968 realizó los seminarios "Disciplina Plástica" y "Armonía Arquitectónica" respectivamente en la Universidad Católica de Chile. En 1970 dictó un tercer seminario titulado "Poética Arquitectónica. Logística Arquitectural". Ese mismo año participó, junto a Isidro Suárez y Jesús Bermejo en el concurso internacional para el Centro Pompidou en el Plateau Beaubourg en París. En 1971 viajó a Madrid junto a Bermejo para publicar un nuevo libro llamado "El Metro Octaedroide", publicación que no se concretó. En diciembre de ese año sufrió un infarto en París, recibiendo ayuda del entonces embajador de Chile, Pablo Neruda. En 1972 realizó el proyecto para la Sala Andrés Bello y dictó el seminario "Notación y Lenguaje Arquitectural".

### Pensamiento
Las principales categorías y conceptos utilizados y desarrollados por Borchers en su teoría de la arquitectura se derivan de múltiples fuentes, tales como la obra del biólogo y filósofo alemán Jakob von Uexküll, Edmund Husserl, Descartes, Immanuel Kant, Ludwig Wittgenstein, tratadistas del Renacimiento como Leon Battista Alberti y Andrea Palladio, sumado a sus vastos conocimientos en matemáticas, aritmética, geometría y especialmente topología. Las escuelas de pensamiento más influyentes en su obra fueron sin duda la fenomenología de Husserl, tomando de ésta las nociones de intencionalidad y la reducción fenomenológica o epojé. Otra influencia significativa fue la obra del arquitecto y monje benedictino de origen holandés Hans van der Laan, de quien tomó la noción de la arquitectura como mediación armónica entre el ser humano y el mundo natural, y el Número plástico para desarrollar su propia serie aritmética basada en las propiedades geométricas del cubo a la que denominó como Serie Cúbica.
Borchers entendía la arquitectura como un fenómeno primordial de la voluntad humana y solo secundariamente de los sentidos. La obra de arquitectura afecta sensorialmente pero también modifica la conducta y la voluntad humanas. La arquitectura se genera a partir de un Orden Artificial basado en leyes mentales que contradicen las leyes del Orden Natural que encontramos en el Mundo Circundante, ya que las leyes de la naturaleza no se originan a partir de una idea o intencionalidad. El cuerpo humano es el radical dador de sentido de la arquitectura y posee un carácter dual que Borchers situó en el Órgano Plástico (aquel que agrupa y unifica los sentidos externos, produciendo sensaciones) y el Órgano de la Voluntad (que unifica los sentidos internos, produciendo impulsos en el cuerpo humano). A partir de esta definición, Borchers distingue entre los conceptos de Cosa y Objeto. La Cosa sería aquello que percibimos mediante nuestros sentidos externos (vista, tacto, oído, olfato, etc.), unificados a través del Órgano Plástico. Al percibir las cosas, se genera una sensación. El Objeto solo es percibido mediante nuestros sentidos internos (lugar, momento, orientación, agrupados bajo el Órgano de la Voluntad), ya que el objeto es un esquema ordenador de acciones que está implícito en la cosa. Los objetos no se ven y son inespaciales: una puerta o una escalera como cosas son algo oscuro o claro, de tal o cual tamaño, pero como objetos son una posibilidad de acción que se encuentra señalada en la obra de arquitectura. Nadie ve el objeto en un hacha, sino que percibe su esquema de acción por medio de los sentidos internos. Para percibir los objetos, nos movemos y usamos las cosas. Al percibir los objetos, se genera una acción del cuerpo humano. "El objeto es lo fijo; la configuración lo cambiante, lo variable (…) los objetos son la substancia de la arquitectura, si no lo fuera sería imposible trazar una planta de una obra de arquitectura mala o buena, verdadera o falsa."

### Fallecimiento
Juan Borchers falleció el 27 de abril de 1975 debido a un paro cardíaco en la ciudad de Santiago. Su segundo libro Meta Arquitectura se publicó en forma póstuma ese mismo año.